# Campionati europei di slittino 1938
I Campionati europei di slittino 1938 sono stati la 7ª edizione della competizione.
Si sono svolti a Salisburgo, in Austria.

## Medagliere
| Pos.   | Nazione        | Oro | Argento | Bronzo | Totale |
| ------ | -------------- | --- | ------- | ------ | ------ |
| 1      | Germania       | 3   | 2       | 0      | 5      |
| 2      | Cecoslovacchia | 0   | 1       | 3      | 4      |
| Totale | Totale         | 3   | 3       | 3      | 9      |

## Podi
| Evento            | Oro                       | Argento                      | Bronzo                          |
| Singolo Maschile  | Martin Tietze             | Walter Kluge                 | Rudolf Hermann                  |
| Doppio Maschile   | Walter Feist Walter Kluge | Viktor Schubert Werner Rüger | Rudolf Maschke Erhard Grundmann |
| Singolo Femminile | Friedel Tietze            | Waltraut Grassi              | Hanni Finková                   |